# Virginia City
Virginia City ist ein census-designated place (CDP) im Storey County im US-Bundesstaat Nevada. Das U.S. Census Bureau hat bei der Volkszählung 2020 eine Einwohnerzahl von 787 ermittelt.
Sie liegt in der Region Reno-Tahoe auf einer Seehöhe von 1896 m am Abhang des 2398 m hohen Mount Davidson.

## Klima
Die Gegend ist sehr trocken, nur selten fällt Schnee oder Regen. Die Versorgung mit Trinkwasser war daher schwierig. Es wurden Kohlefilter zur Wasseraufbereitung verwendet. Bei archäologischen Ausgrabungsarbeiten der „Pipers Old Corner Bar“ wurden auch Mineralwasserflaschen aus Deutschland aus der 2. Hälfte des 19. Jahrhunderts gefunden.

## Geschichte
Virginia City ist eine der ältesten Siedlungsgründungen in Nevada und westlich des Mississippi. Ihre Bedeutung und starkes Bevölkerungswachstum verdankt Virginia City der Comstock-Erzader und späteren Silberfunden 1859 hier und in der Nähe von Carson City, der einen Goldrausch auch für Virginia City auslöste. Innerhalb kurzer Zeit stieg die Bevölkerung am Höhepunkt der Goldgräberzeit auf nahezu 30.000 Einwohner, nur um seit dem Ende der 1880er Jahre, als die Funde nachließen, wieder stark zu schrumpfen. Abraham Lincoln erhob Nevada nicht zuletzt deshalb zum Bundesstaat, um die Erlöse aus den Gold- und Silberfunden Virginia Citys für den Bürgerkrieg nutzen zu können.
Da die Comstock Goldader im Inneren des Berges immer breiter wurde, entwickelte Philip Deidesheimer hier ein Stützsystem, das später überall im Bergbau eingesetzt wurde. Comstock zahlte vier Dollar für einen Arbeiter im Achtstundentag. Die Arbeit war aber wegen der große Hitze im Inneren der Stollen sehr beschwerlich. Die Comstock Mine war eine der ersten weltweit, die mit Dynamit experimentierte, zuvor waren die Sprengungen mit Schwarzpulver durchgeführt worden. 1869 kamen 35 Bergleute bei einem Feuer im Yellow Jacket-Stollen in 250 Metern Tiefe ums Leben. Adolph Sutro plante danach ein Tunnelprojekt von Virginia City in die Carson Plains östlich des Gebirges, um die Stollen besser belüften zu können und bessere Fluchtmöglichkeiten zu schaffen. Als der Tunnel 1878 fertiggestellt wurde, waren die meisten Goldadern bereits versiegt.
1863 soll Samuel Clemens, der hier kurz in den Minen, aber später als Reporter für die Zeitung Territorial Enterprise arbeitete, zum ersten Mal sein Pseudonym als Mark Twain benutzt haben. In seinem Buch Durch dick und dünn (engl. Roughing It) beschreibt er diese Zeit.

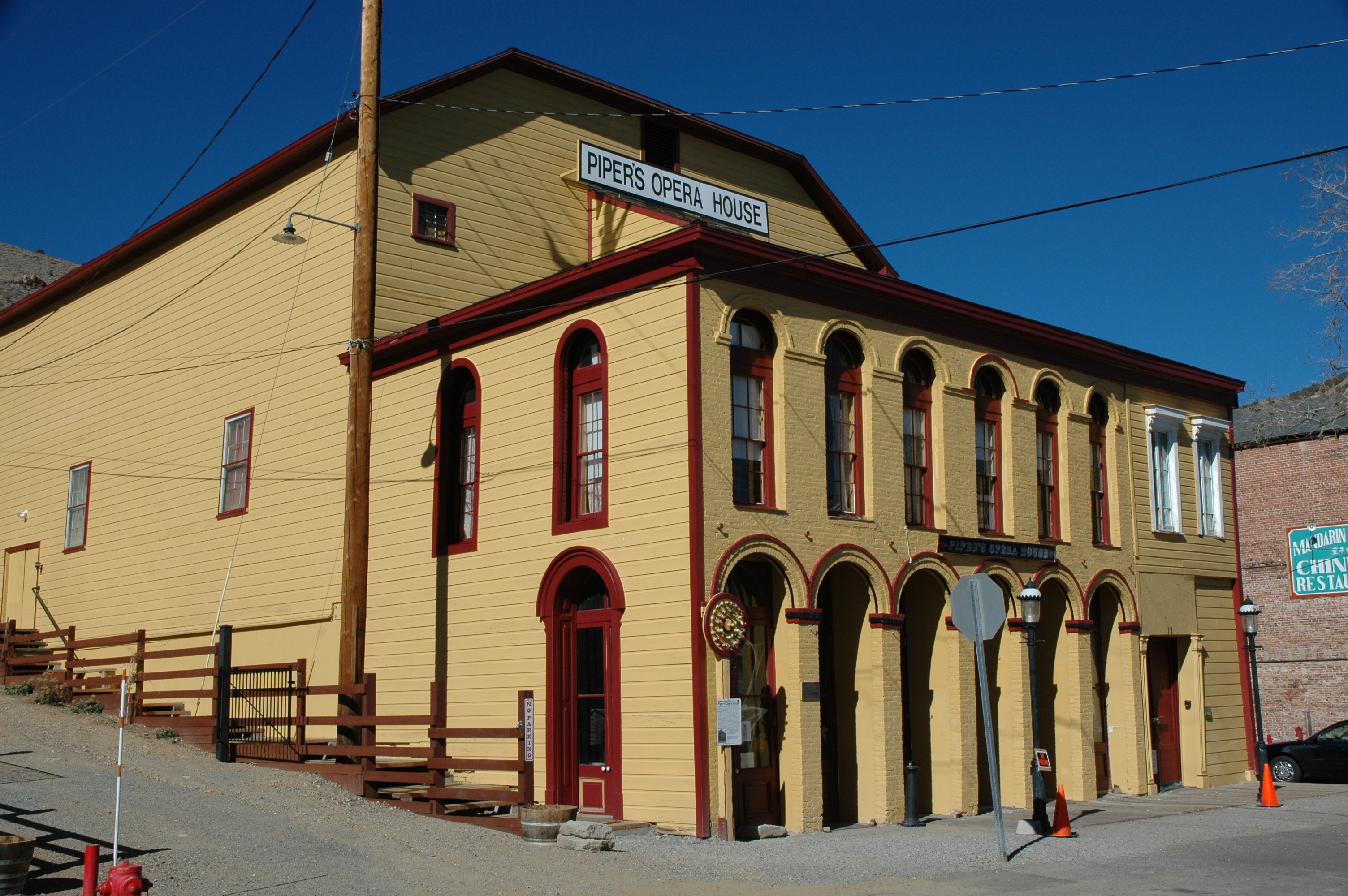
Piper’s Opera House (2009)

In Virginia City gab es ein Opernhaus (Pipers Opera House) und rund 100 Saloons, einer der bekanntesten war der Boston Saloon, der 1864 von dem Afroamerikaner William Brown gegründet worden war, zu einer Zeit, als in vielen Bundesstaaten noch die Sklaverei herrschte. Julias Palace war zeitweise das bekannteste Bordell in der Stadt, die Betreiberin Julia Bulette (1832–1867) unter anderem Ehrenmitglied der städtischen Feuerwehr. 1875 verwüstete ein verheerender Brand große Teile der Stadt.
Das am 29. Juli 1965 im Red Dog Saloon in Virginia City veranstaltete Auftaktkonzert einer Auftrittsreihe der Band The Charlatans gilt als erstes psychedelisches Rockkonzert überhaupt mit entsprechend gestalteten Plakaten, freiem Tanzen und psychedelischer Lightshow.

## Wirtschaft
In Virginia City wird das Geisterstadt-Image mit besonderer Inbrunst gepflegt. Praktisch die ganze Stadt steht seit dem Juli 1961 als Historic District unter Denkmalschutz und hat seitdem den Status eines National Historic Landmarks. Viele Häuser sind im Stil der viktorianischen Epoche restauriert worden. Verschiedentlich gibt es noch hölzerne Gehsteige, die von Saloon zu Saloon und von Souvenirshop zu Souvenirshop führen. In der Reisesaison beherbergt die Stadt heute etwa 800 Einwohner und wird alljährlich von etwa 2 Millionen Besuchern frequentiert.
Jedes Jahr findet ein großes Bikertreffen statt mit etwa 30.000 aktiven Motorradfahrer-Teilnehmern. Das Treffen ist jedes Jahr auf das letzte Wochenende im September angesetzt.

## Persönlichkeiten in Virginia City
- Julia Bulette (1832–1867), Prostituierte in Virginia City
- Hobart Cavanaugh (1886–1950), Schauspieler, dort geboren
- Richard Kirman (1877–1959), Gouverneur von Nevada (1935–1939), dort geboren
- Albert A. Michelson (1852–1931), Physiker (Nobelpreis 1907), wuchs dort auf
- Mark Twain (1835–1910), Schriftsteller, arbeitete dort

## Virginia City in Fernsehen und Film
- 1940 spielte hier der Bürgerkriegs-Western Virginia City mit Errol Flynn unter Regie von Michael Curtiz.
- Die TV-Serie Bonanza spielt im Umfeld von Virginia City, der Vorspann zeigt die Lage der Cartwright-Ranch am Lake Tahoe.
- Virginia City: Die wahre Geschichte des Wilden Westens: Dokumentation über den Aufstieg der Stadt und die archäologischen Untersuchungen (Regie Elmar Bartlmae; Erstausstrahlung in Deutschland 2007)

- Im Hörspiel Die drei ??? Geisterstadt, treffen sich Justus, Peter und Bob mit Mandy Taylor in Virginia City, da sie die drei mit der Suche nach ihren Partner Michael Oames beauftragen möchte. Virginia City wird hier als völlig ausgestorbener menschenleerer Ort beschrieben.